# Torrecilla (Berg)
Der Torrecilla (spanisch Pico Torrecilla) ist mit seinen 1919 m der höchste Berg der Sierra de las Nieves in der andalusischen Provinz Málaga im Süden Spaniens. Er ist Teil der Betischen Kordillere.

## Lage
Der Pico Torrecilla bildet den höchsten Punkt des Naturparks der Sierra de los Nieves; er befindet sich ca. 10 km (Luftlinie) westlich der Ortschaft Tolox bzw. ebenfalls 10 km südwestlich des Ortes Yunquera.

## Besteigung
Von Süden kann man mit dem Pkw bis auf ca. 3 km an den Gipfel heranfahren; das letzte Stück ist zu Fuß zu bewältigen und führt u. a. vorbei an den in der Region endemischen Pinsapo-Tannen. An klaren Tagen kann man vom Gipfel aus die Südküste Spaniens (Costa del Sol) und sogar das ca. 80 km entfernte marokkanische Festland sehen.